# Lago Juyan
Il lago Juyan (cinese:居延海, Chüyen Hai; mongolo: Gaxun Nuur, Goshun Nur per il lago occidentale, Sogo Nur per quello orientale) è un ex lago situato nel deserto del Gobi, in Mongolia Interna occidentale, nella Lega dell'Alxa vicino al confine dello Xinjiang orientale. Goshun Nur aveva una superficie di 267 km2 nel 1958, di 213 nel 1960, e si è completamente prosciugato nel 1961.
Il bacino del lago Juyan è un territorio raramente umido che copre un'area di circa 10 000 km2. Il lago Juyan è uno dei tre vecchi laghi situati sui lati del fiume Hei (Fiume nero), che formavano un grande delta tra Qilian ed i Monti Altai.
I confini del bacino sono formati dai monti Mazong Shan ad ovest, dagli Heli Shan e Longshou Shan a sud, dagli Helan Shan e Lang Shan ad est e dai Monti Altai mongoli a nord.

## Storia
Il bacino ha giocato un importante ruolo in tempi antichi, e faceva parte del corridoio di Gansu tra il II secolo a.C. e l'VIII secolo d.C. Il bacino del lago Juyan si trova lungo la via della seta settentrionale, che misurava 2600 km ed univa la capitale cinese di Xian all'Occidente, passando dai monti Pamir per sbucare a Kashgar prima di giungere in Partia. Secondo C.Michael Hogan questa tratta diventò fiorente dopo che la dinastia Han cacciò le tribù settentrionali nell'ultima parte del I millennio a.C.